# Bob Paisley
Robert Paisley (23. ledna 1919 Hetton-le-Hole, Durham – 14. února 1996 Liverpool) byl anglický fotbalista a trenér. V obou rolích byl spjat s FC Liverpool. Jako hlavní trenér vyhrál s Liverpoolem 6× ligu, 3× PMEZ a 1× Pohár UEFA.

## Hráčská kariéra
Bob Paisley začínal v Bishop Auckland. V roce 1939 přestoupil do Liverpoolu, ale kvůli válce odehrál první soutěžní utkání za Liverpool až po válce. Za Liverpool hrál až do skončení hráčské kariéry v roce 1954.

## Trenérská kariéra
Paisley byl v letech 1954–1959 trenérem rezervního týmu Liverpoolu. V letech 1959–1974 byl v Liverpoolu asistentem trenéra Billa Shanklyho.
V letech 1974–1983 byl hlavním trenérem Liverpoolu. V této době vyhráli 3× PMEZ, 1× Pohár UEFA, 6× anglickou ligu a 3× ligový pohár. Přes 30 let byl Paisley jediným trenérem, který dokázal vyhrát 3× PMEZ/LM.

## Úspěchy

### Hráč
Liverpool
- Football League First Division (1): 1946–47[1]

### Trenér
Liverpool
- Football League First Division (6): 1975–76,[2] 1976–77,[3] 1978–79,[4] 1979–80,[5] 1981–82,[6] 1982–83[7]
- League Cup (3): 1980–81,[8][9] 1981–82,[10] 1982–83[11]
- FA Charity Shield (6): 1974,[12] 1976,[13] 1977,[14] 1979,[15] 1980,[16] 1982[17]
- PMEZ (3): 1976–77,[18] 1977–78,[19] 1980–81[20]
- Pohár UEFA (1): 1975–76[21][22]
- UEFA Super Cup (1): 1977[23][24]